# Meridià 16 a l'oest
El meridià 16 a l'oest de Greenwich és una línia de longitud que s'estén des del pol Nord travessant l'oceà Àrtic, Groenlàndia, l'oceà Atlàntic, Àfrica, l'oceà Antàrtic, i l'Antàrtida fins al pol Sud.
El meridià 16 a l'oest forma un cercle màxim amb el meridià 164 a l'est. Com tots els altres meridians, la seva longitud correspon a una semicircumferència terrestre, uns 20.003,932 km. Al nivell de l'Equador, és a una distància del meridià de Greenwich de 1.781 km.

## De Pol a Pol
Començant en el pol Nord i dirigint-se cap al pol Sud, aquest meridià travessa:
| Coordenades                             | País, territori o mar | Notes |
| --------------------------------------- | --------------------- | --- |
| 90° 0′ N, 16° 0′ O / 90.000°N,16.000°O  | Oceà Àrtic            | |
| 81° 45′ N, 16° 0′ O / 81.750°N,16.000°O | Groenlàndia           | |
| 80° 21′ N, 16° 0′ O / 80.350°N,16.000°O | Oceà Atlàntic         | Mar de Groenlàndia |
| 66° 31′ N, 16° 0′ O / 66.517°N,16.000°O | Islàndia              | |
| 64° 7′ N, 16° 0′ O / 64.117°N,16.000°O  | Oceà Atlàntic         | Passa a l'est de Porto Santo, Portugal (a 33° 5′ N, 16° 17′ O / 33.083°N,16.283°O) · Passa a l'oest de Selvagem Grande, Portugal (a 30° 8′ N, 15° 52′ O / 30.133°N,15.867°O) · Passa a l'est de Selvagem Pequena, Portugal (a 30° 2′ N, 16° 2′ O / 30.033°N,16.033°O) · Passa a l'est de l'illa de Tenerife, Espanya (at 28° 33′ N, 16° 7′ O / 28.550°N,16.117°O) · Passa a l'oest de l'illa de Gran Canària, Espanya (at 27° 55′ N, 15° 49′ O / 27.917°N,15.817°O) |
| 23° 39′ N, 16° 0′ O / 23.650°N,16.000°O | Sàhara Occidental     | Península de Dakhla — reclamat per Marroc |
| 23° 38′ N, 16° 0′ O / 23.633°N,16.000°O | Oceà Atlàntic         | |
| 23° 22′ N, 16° 0′ O / 23.367°N,16.000°O | Sàhara Occidental     | reclamat per Marroc |
| 21° 20′ N, 16° 0′ O / 21.333°N,16.000°O | Mauritània            | Passa a través de Nouakchott (a 18° 6′ N, 16° 0′ O / 18.100°N,16.000°O) |
| 16° 30′ N, 16° 0′ O / 16.500°N,16.000°O | Senegal               | |
| 13° 35′ N, 16° 0′ O / 13.583°N,16.000°O | Gàmbia                | |
| 13° 10′ N, 16° 0′ O / 13.167°N,16.000°O | Senegal               | |
| 12° 27′ N, 16° 0′ O / 12.450°N,16.000°O | Guinea Bissau         | Continent i Ilha de Pecixe |
| 11° 48′ N, 16° 0′ O / 11.800°N,16.000°O | Oceà Atlàntic         | |
| 11° 34′ N, 16° 0′ O / 11.567°N,16.000°O | Guinea Bissau         | Arxipèlag dels Bijagós |
| 11° 2′ N, 16° 0′ O / 11.033°N,16.000°O  | Oceà Atlàntic         | |
| 60° 0′ S, 16° 0′ O / 60.000°S,16.000°O  | Oceà Antàrtic         | |
| 72° 18′ S, 16° 0′ O / 72.300°S,16.000°O | Antàrtida             | Terra de la Reina Maud — reclamada per Noruega |